# Wasit
Wasit is een gouvernement (provincie) in Irak.
Wasit telt 783.614 inwoners op een oppervlakte van 17.153 km².